# 永井結菜
永井 結菜（ながい ゆいな、2008年12月7日 - ）は日本の女優と脚本家。アーティストとしても活動している。兵庫県出身。

## 人物
2014年から芸能活動を始める。2022年には楽曲「カラフル」で歌手デビュー、2024年には脚本家としてのデビューも果たしている。
- 趣味:ドラマ、映画鑑賞

## 出演
役名の太字は主演作品。

### 舞台
- ミュージカル「ピーターパン」 - エミリー 役
- ミュージカル「パリ祭2017年～小さな愛の物語～」 - フラヴイ 役
- 「金の斧・銀の斧」 - 女神 役

### 映画
- 夏バテ女（2022年） - いじめる女の子 役[2]
- 僕らはヒーローになれない - 幼少期の門上智佳 役
- 本能寺ホテル（2017年1月14日）[3]
- 幼な子われらに生まれ（2017年8月26日）
- 彼女がその名を知らない鳥たち（2017年10月28日）
- お姉ちゃんはユーレイです!（2023年9月24日） - 風間玲花 役[4]
- 14歳のなつやすみ（2023年10月8日） - 崇城歩夢 役[5][6]
- ARAKAWAUNDER9-episode1-（2023年11月26日） - 三崎恵里菜役[7]
- ワンハウス（2024年3月23日） - 一弥生 役[8]

- コーヒーが苦いのは君のせい（2024年4月21日） - 花園菜々 役（脚本・主題歌も担当）[9]
- 嘘つきな君へ（2024年4月21日） - 安堂陽葵 役（脚本も担当）[10][11]
- 鉛筆と消しごむ（2025年4月5日） - 間口愛留 役[12]

### テレビ

#### テレビドラマ
2016年
- ドクターカー（日本テレビ） - 養護施設少女 役
- 水族館ガール（NHK）
- 好きな人がいること（フジテレビ）
- ON 異常犯罪捜査官・藤堂比奈子（フジテレビ） - バレエ教室生徒 役
- グ・ラ・メ!～総理の料理番～（テレビ朝日）
- キッドナップ・ツアー（NHK）
- ドクター彦次郎（第2作）（テレビ朝日・朝日放送）
- カインとアベル（フジテレビ）
- 検事の本懐（テレビ朝日・朝日放送）

2017年
- 下剋上受験（TBS）
- この世にたやすい仕事はない（NHK BSプレミアム） - ゆい 役
- 脳にスマホが埋められた!（日本テレビ）
- ウチの夫は仕事ができない（日本テレビ）
- ごめん、愛してる（TBS）
- ハロー張りネズミ（TBS） - こども園の少女 役
- コード・ブルー -ドクターヘリ緊急救命- 3rd season（フジテレビ） - 入院患者 役
- 片想い（WOWOW）

2021年
- 私はゾンビ（テレビ埼玉[注 1]） - キラリ 役[13]
- 魔祓 狐憑篇（テレビ埼玉[注 1]） - 三崎すず 役[14]
- メディウムダイバー（2021年10月2日、テレビ埼玉） - 相沢翔子 役[15][16]

2022年
- メディウムダイバー／ブレイクダウン（千葉テレビ[注 2]） - 天童茜 役[17]
- マイファミリー（TBS） - 劇中ポスターモデル 役[18]
- #コンカフェすきぴ!（千葉テレビ[注 2]） - 中学生時代の真夏 役[19]
- クロージング（千葉テレビ[注 2]） - 樋口明日香 役（主題歌も担当）[20]
- 眠れなくなる夜超能力少女（千葉テレビ[注 2]） - 美子 役[21]
- 富津接続殺人事件（千葉テレビ[注 2]） - 宮下由美 役[22]
- お姉ちゃんはユーレイです!（千葉テレビ[注 2]） - 風間玲花 役[23]

2023年
- 余命6日のコンカフェエンジェル（千葉テレビ） - 糸原真凜 役[24]
- お姉ちゃんはユーレイです!2（千葉テレビ[注 2]） - 風間玲花 役[25]
- 死神ちゃん（千葉テレビ[注 2]） - 死神ちゃん 役
- ワンハウス（千葉テレビ[注 2]） - 一弥生 役
- お姉ちゃんはユーレイです!3（千葉テレビ[注 2]） - 風間玲花 役
- ワンハウス2（TOKYO MX2[注 3]） - 一弥生 役[26]
- ワンハウス3（TOKYO MX2[注 3]） - 一弥生 役[27]

2024年
- わたしタイムトラベルできるんです!（千葉テレビ[注 2]） - 磯野松子 役（主題歌も担当）[28]
- 悪魔カフェへようこそ（千葉テレビ[注 2]） - 美園 役[29]
- キミをずっと信じてる（千葉テレビ[注 2]） - 主演（脚本も担当）[30]

2025年
- 恋も教えてくれますか？家庭教師編（千葉テレビ[注 2]） - 主演（脚本も担当）[31]

#### 再現VTR等
- 逆転人生（NHK）
- ザ!世界仰天ニュース（日本テレビ）
- 行列のできる相談所（日本テレビ）
- ぐるぐるナインティナイン（日本テレビ）
- 幸せ!ボンビーガール（日本テレビ）
- アレがあるから今がある（フジテレビ）
- 爆報! THE フライデー（TBS）
- 水曜日のダウンタウン（TBS）
- 阪神淡路大震災20年、生死をかけたドキュメント（TBS） - ありさ 役
- ソレダメ!～あなたの常識は非常識!?～（テレビ東京）
- きよし・黒田の今日もへぇーほぉー（朝日放送）

#### アニメ
- ポチっと発明 ピカちんキット（2017年、テレビ東京） - 本編終了後の実写コーナーの審査員（第68話）
- ココニイル（2021年、千葉テレビ[注 2]） - 鹿島美咲 役
- 夜舞魍魎（2022年4月7日、千葉テレビ[注 2]） - あさみ 役[32]
- アストロロロジー ～おかしな12星座占い～（JCOM） - 小鳥 役（吹替）
- 異世界屋敷の妖精メイドあかいろ!（2023年、TOKYO MX2[注 3]） - サリー 役[33]

### CM

#### テレビCM
- 積水ハウス
- キッコーマン「豚バラなすのスタミナ炒め」
- クッキングプロ「電気圧力鍋」

#### ウェブCM
- オイシックス
- 理化学研究所「健康生き活き羅針盤リサーチコンプレックスPR」
- DHCヘアモデル
- シャープ「AQUOS 4K」
- ツインバード「コンパクト精米器 精米御膳」

### ラジオ
- 三橋加奈子のSaturday Bell（FMうらやす） - ゲスト出演
- エリラジ（市川うららFM） - ゲスト出演
- マッスル力也の超ビッグWednesday（市川うららFM） - ゲスト出演
- J Cross Style（渋谷クロスFM） - ゲスト出演

### VP、教材
- 電気企業PR映像 - 娘 役
- パラリンピック教材
- くら寿司

### Youtube
- みるきっずくらぶ
- WWSチャンネル - KANSAI COLLECTION 2024 SPRING＆SUMMERレポーター[34][35]

## 脚本
- 映画「コーヒーが苦いのは君のせい」（2024年4月21日） - 主題歌も担当[9][1]
- 映画「嘘つきな君へ」（2024年4月21日） - 主演[10][11]
- ドラマ「キミが星になるまで」（2024年10月3日）[36]
- ドラマ「キミをずっと信じてる」（2024年11月14日・21日、千葉テレビ[注 2]）[30]
- ドラマ「生まれ変わってもキミが好き」（2024年12月12日・19日、千葉テレビ[注 2]） - 主演[37]
- ドラマ「恋も教えてくれますか？家庭教師編」（2025年4月3日、千葉テレビ[注 2]） - 主演[31]
- 映画「あの場所へ」

## ディスコグラフィ
- カラフル（2022年） - 作詞・作曲：HΛL、ドラマ「クロージング」主題歌[38]
- 君のそばにいたかった。（2024年） - 作詞：永井結菜、作曲：HΛL、ドラマ「わたしタイムトラベルできるんです!」および映画「コーヒーが苦いのは君のせい」主題歌[1]